# Jorge García Montes
Jorge García Montes (ur. 1898, zm. 1982) – kubański prawnik i polityk związany z Postępową Partią Akcji, w latach 1955–1957 premier Kuby.

## Życiorys
Urodził się w 1898 roku.
Swoją karierę polityczną związał z Postępową Partią Akcji.
Sprawował urząd premiera Kuby od 24 lutego 1955, po blisko trzech latach wakatu na tym stanowisku – po zamachu stanu przeprowadzonym przez Fulgencio Batistę – przez dwa lata do 26 marca 1957. Jego następcą został Andrés Rivero Agüero (również związany z Batistą i Postępową Partią Akcji.
Zmarł w 1982 roku.